# گوریکا پوپوویچ
گوریکا پوپوویچ (به انگلیسی: Gorica Popović) (زاده ۱۳ اوت ۱۹۵۲) بازیگر صربستانی است.
از فیلم‌های معروف او می‌توان به بازی در نیمه تاریک خورشید اشاره کرد.